# 真夜中の恋愛論
真夜中の恋愛論 （原題：Nuit d'été en ville）は、1990年に制作されたフランス映画。

## 概要
アパルトマンの一室で繰り広げられる、夜明けまでのほんの数時間を描いた洗練された密室的な恋愛劇。登場人物は男女2人だけというシンプルな設定と構成の映画。監督は『読書する女』のミシェル・ドヴィル。脚本は妻のロザリンドとの共筆。主演にジャン＝ユーグ・アングラードとマリー・トランティニャンという本当に二人だけの映画。

## 内容
アパートメントの一室で知り合って間もない男女のセックスの直後から物語は始まり、一晩で男女の過去の恋、現在の心境、そして未来をも語りながらも互いを探りスキンシップしながらも距離をはかり、互いに過去に傷ついた事踏まえながらも一緒に暮す事を考えはじめ眠りにつく・・・・・。

## キャスト
- ジャン＝ユーグ・アングラード（ルイ）
- マリー・トランティニャン（エミリー）